# الجدول الزمني لحقوق التصويت في الولايات المتحدة
هذا الجدول الزمني لحقوق التصويت في الولايات المتحدة. ويسلط الجدول الزمني الضوء على الأحداث الرئيسية التي حازت فيها مجموعات من الأشخاص في الولايات المتحدة على حقوق التصويت، ويوثق أيضًا جوانب الحرمان من حق التصويت في البلاد.

## القرن الثامن عشر الميلادي

### ثمانينيات القرن الثامن عشر

#### 1789
- منح دستور الولايات المتحدة الولايات سلطة تحديد متطلبات التصويت. وبحلول عام 1776 أصبح ما لا يقل عن 60% من الذكور البيض البالغين قادرين على التصويت، وتوسعت النسبة بشكل كبير بحلول عام 1787.[1] وسمحت بعض الولايات أيضًا للرجال السود الأحرار بالتصويت، وتضمنت ولاية نيوجيرسي أيضًا النساء غير المتزوجات والأرامل اللاتي لديهن ممتلكات.[2]
- ألغت جورجيا شرط الملكية للتصويت.[2]

### تسعينيات القرن الثامن عشر

#### 1790
- سمح قانون التجنيس لعام 1790 للأشخاص البيض الأحرار المولودين خارج الولايات المتحدة بأن يصبحوا مواطنين. ومع ذلك نظرًا إلى أن الدستور يمنح الولايات سلطة تحديد متطلبات التصويت، فإن هذا القانون (وقانون التجنيس الذي خلفه لعام 1795) لم يمنح حق التصويت تلقائيًا.[3]

#### 1791
- أصبحت ولاية فيرمونت ولاية جديدة، ومنحت حق التصويت للرجال بغض النظر عن اللون أو الملكية.[4]

#### 1792
- ألغت نيوهامبشير ملكية العقارات كشرط للتصويت.[5]
- أصبحت كنتاكي ولاية جديدة، ومنحت حق التصويت للرجال الأحرار بغض النظر عن اللون أو الملكية. ومع ذلك لم يسمح لمعظم السود في كنتاكي التصويت لأنهم كانوا عبيدًا، وبعد فترة قصيرة سُحب حق التصويت أيضًا من السود الأحرار.
- ألغت ولاية ديلاوير الملكية كشرط للتصويت، واستمرت بفرض الحاجة إلى دفع الضرائب لكسب حق التصويت.[6]

#### 1798
- ألغت جورجيا المتطلبات الضريبية كشرط للتصويت.

## القرن التاسع عشر

#### 1807
- حُرم الذكور السود الأحرار وجميع النساء في نيوجيرسي من حق التصويت.[7]

### عشرينيات القرن التاسع عشر
في انتخابات عام 1820 جرى الإدلاء بنحو 108359 صوتًا. أسقطتها معظم الولايات القديمة التي فرضت قيودًا على الملكية بحلول منتصف عشرينيات القرن التاسع عشر، باستثناء رود آيلاند وفيرجينيا وكارولاينا الشمالية. ولم يكن لدى أي ولاية جديدة مؤهلات ملكية على الرغم من أن ثلاثًا منها اعتمدت مؤهلات دفع الضرائب، وهي أوهايو ولويزيانا وميسيسيبي، والتي كانت في لويزيانا فقط ذات أهمية وطويلة الأمد.

### 1821
في عام 1821 عقدت ولاية نيويورك مؤتمرًا دستوريًا ألغى مؤهلات الملكية للناخبين الذكور البيض، لكنه قدم «للأشخاص الملونين» شرطًا جديدًا لامتلاك ممتلكات بقيمة 250 دولارًا، وأن يكونوا «دون أي الديون» من أجل تصويت. كما طُلب إلى الناخبين الذكور البيض دفع ضريبة، ولكن جرى إلغاء هذه القاعدة في تعديل عام 1826. ولم تتأثر متطلبات الأشخاص ذوي البشرة الملونة بهذا التعديل. وبسبب سياسة التحرير التدريجي التي انتهجتها الولاية استمرت العبودية حتى عام 1827، ولكن حتى ذلك الحين كانت نسبة الأمريكيين من أصل أفريقي الذين كانوا أحرارًا (وبالتالي ناخبين محتملين) تتزايد بشكل مطرد. وكان الأمريكيون الأصليون لا يزالون يسيطرون على مناطق كبيرة في شمال ولاية نيويورك، وعلى الرغم من استبعادهم عادةً من المواطنة تمامًا، إلا أن شرط الملكية انطبق على أي ناخب لم يكن أبيضًا.

#### 1828
- كانت الانتخابات الرئاسية لعام 1828 هي الأولى التي تمكن فيها للذكور البيض الذين لا يملكون ممتلكات التصويت في الغالبية العظمى من الولايات. وبحلول نهاية عشرينيات القرن التاسع عشر، تحولت المواقف وقوانين الولايات لصالح حق الاقتراع العام للذكور البيض.[9][10]
- مررت ولاية ماريلاند قانونًا يسمح لليهود بالتصويت. وكانت ماريلاند الولاية الأخيرة التي تزيل القيود الدينية على التصويت.

ثلاثينيات القرن التاسع عشر.

#### 1838
- حُرم الذكور السود الأحرار من حقوق التصويت في ولاية بنسلفانيا.
- سُمح للنساء في كنتاكي بالتصويت في الانتخابات المدرسية.

### أربعينيات القرن التاسع عشر

#### 1840
- ارتفعت نسبة إقبال الناخبين خلال ثلاثينيات القرن التاسع عشر، حيث وصلت إلى نحو 80% من السكان الذكور البيض البالغين في الانتخابات الرئاسية لعام 1840.

#### 1841
- حدث تمرد دور في رود آيلاند لأن الرجال الذين لا يملكون أرضًا لم يتمكنوا من التصويت.
1843
- صاغت رود آيلاند دستورًا جديدًا يوسع حقوق التصويت لأي رجل حر بغض النظر عما إذا كان يمتلك ممتلكات، بشرط أن يدفعوا ضريبة رأس بقيمة دولار واحد. ولكن المواطنين المتجنسين ظلوا غير مؤهلين للتصويت إلا إذا كانوا يمتلكون ممتلكات.
1848
- أصبح المكسيكيون الذين يعيشون في الأراضي الأمريكية مواطنين بموجب معاهدة غوادالوبي هيدالغو، ولكن غالبًا ما جرى عدم تشجيعهم على التصويت.

### خمسينيات القرن التاسع عشر

#### 1856
- كانت آخر ولاية ألغت شرط الملكية هي ولاية كارولاينا الشمالية في عام 1856.

### ستينيات القرن التاسع عشر

#### 1860
- ظل شرط دفع الضرائب موجودًا في خمس ولايات في عام 1860 هي ماساتشوستس، ورود آيلاند، وبنسلفانيا، وديلاوير، وكارولاينا الشمالية. وبقي الشرط موجودًا في ولايتي بنسلفانيا ورود آيلاند حتى القرن العشرين.[16] بالإضافة إلى ذلك جرى حرمان العديد من الفقراء البيض لاحقًا من حق التصويت.[17][18]

#### 1866
- منحت ولاية ويسكنسن الرجال الأمريكيين من أصل أفريقي حق التصويت بعد أن ناضل حزقيال غيليسبي من أجل حقه في التصويت.[19]

#### 1868
- ضُمنت المواطنة لجميع الأشخاص الذكور المولودين أو المتجنسين في الولايات المتحدة بموجب التعديل الرابع عشر لدستور الولايات المتحدة، ما مهد الطريق للتوسعات المستقبلية في حقوق التصويت.

- 3 نوفمبر: جرت الموافقة على حق الرجال الأمريكيين من أصل أفريقي في التصويت في ولاية أيوا من خلال استفتاء الناخبين.[20]

1869
- حصلت النساء في وايومنغ على حقوق الاقتراع المتساوية.

### سبعينيات القرن التاسع عشر

#### 1870
- منع التعديل الخامس عشر لدستور الولايات المتحدة الولايات من حرمان حق التصويت على أساس «العرق أو اللون أو حالة العبودية السابقة».
- بدأ الحرمان من الحقوق بعد عصر إعادة الإعمار بفترة وجيزة. أقرت الولايات الكونفدرالية السابقة قوانين جيم كرو وتعديلاتها لحرمان الناخبين الأمريكيين من أصل أفريقي والفقراء البيض من حقوقهم بشكل فعال من خلال الضرائب، واختبارات محو الأمية، وشروط الجد وغيرها من القيود، التي جرى تطبيقها بطريقة تمييزية. وخلال هذه الفترة أيدت المحكمة العليا عمومًا جهود الدولة للتمييز ضد الأقليات العرقية؛ وحتى وقت لاحق من القرن العشرين جرى الحكم بعدم دستورية هذه القوانين. وتمكن الذكور السود في الولايات الشمالية من التصويت، لكن غالبية الأمريكيين من أصل أفريقي كانوا يعيشون في الجنوب.[17][18]
- حصلت النساء في ولاية يوتا على حق التصويت.[21]

#### 1875
- أحيلت قضية مينور ضد هابيرسيت إلى المحكمة العليا، حيث تقرر أن الاقتراع ليس حقًا من حقوق المواطنة والنساء ليس لديهن بالضرورة الحق في التصويت.

#### 1876
- حُكم على الأمريكيين الأصليين بأنهم غير مواطنين وغير مؤهلين للتصويت من قبل المحكمة العليا للولايات المتحدة.
- عدلت فرجينيا دستور ولايتها ليشمل دفع ضريبة الرأس كشرط للتصويت.

### ثمانينيات القرن التاسع عشر

#### 1882
- فقد الأمريكيون من أصل صيني حق التصويت وأصبحوا مواطنين من خلال قانون استبعاد الصينيين.
- عدلت فرجينيا دستور ولايتها لإلغاء دفع ضريبة الرؤوس كشرط للتصويت.[22]

#### 1883
- حصلت النساء في منطقة واشنطن على حق التصويت.[23]

#### 1887
- منحت الجنسية للأمريكيين الأصليين الذين على استعداد لفصل أنفسهم عن قبيلتهم بموجب قانون دوز، ما يجعل هؤلاء الذكور مؤهلين من الناحية التقنية للتصويت.
- فقدت النساء في واشنطن حق التصويت.
- فقدت النساء في ولاية يوتا حق التصويت بموجب قانون إدموندز تاكر.[24]
- حصلت نساء كانساس على حق التصويت في الانتخابات البلدية.[25]
- منحت ولايات أريزونا ومونتانا ونيوجيرسي وداكوتا الشمالية وداكوتا الجنوبية حق الاقتراع الجزئي للنساء.[13]

### تسعينيات القرن التاسع عشر

#### 1890
- تمكن الأمريكيون الأصليون من التقدم بطلب للحصول على الجنسية من خلال قانون التجنيس الهندي.

#### 1893
- أقرت كولورادو حق الاقتراع الكامل للنساء.[25]

#### 1896
- استعادت المرأة في ولاية يوتا حقها في التصويت.

- جرى سن شروط الجد في لويزيانا من أجل حرمان الناخبين السود من حق التصويت.

- جرى الفوز بحق المرأة في التصويت في ولاية أيداهو.

#### 1899
- اقتصر حق التصويت في إقليم هاواي على الرجال الناطقين باللغة الإنجليزية واللغة الهاوائية، ولم يُسمح للإقليم بوضع تشريعات الاقتراع الخاصة به.[26]